# Thecla diaguita
Thecla diaguita är en fjärilsart som beskrevs av Hayward 1950. Thecla diaguita ingår i släktet Thecla och familjen juvelvingar. Inga underarter finns listade i Catalogue of Life.